# Ievgueni Znosko-Borovski
Ievgueni Aleksàndrovitx Znosko-Borovski, en rus Евгений Александрович Зноско-Боровский i conegut també amb l'adaptació francesa del seu nom, Eugène Znosko-Borovksy (16 d'agost de 1884 - 31 de desembre de 1954), fou un mestre d'escacs rus, escriptor, professor, i crític literari.

## Biografia
Nascut a Sant Petersburg el 1884, va aprendre a jugar als escacs de molt jove, i va començar a guanyar premis a torneigs locals i regionals al mateix temps que rebia una educació de primera classe al prestigiós Liceu de l'Emperador Alexandre I.
El seu debut internacional es va produir al torneig d'escacs d'Oostende del 1906, on va guanyar el premi a la partida més brillant pel seu joc contra Amos Burn. El 1908 va ser tercer al Campionat de Mestres de totes les Rússies (el campió fou Akiba Rubinstein).
La seva carrera escaquística es va veure sovint afectada per altres esdeveniments de la seva vida. Ferit i reconegut militarment en conflictes bèl·lics, va servir primer com a voluntari a les batalles russo-japoneses de 1904 i 1905 i fou cridat novament a files durant la Gran Guerra. Després de l'evacuació, una nau britànica el portà a Constantinoble i des d'allà es va traslladar a París, on hi va viure des de 1920 en endavant.
Com a jugador, Znosko-Borovski va aconseguir alguns resultats notables en competicions internacionals, especialment París 1930, on va ser campió sense perdre cap partida, per davant de Savielly Tartakower, d'Andor Lilienthal i de Jacques Mieses. També va guanyar matxs individuals contra rivals molt forts, com José Raúl Capablanca, Akiba Rubinstein, Max Euwe i Iefim Bogoliúbov, i també un matx curt contra Edgar Colle el 1922.
Com a conferenciant, professor, o escriptor sobre escacs, fou també àmpliament reconegut, particularment a Rússia i França, on també va escriure nombrosos articles i columnes diàries sobre escacs. De fet, la seva faceta més destacada fou la d'escriptor, amb molts títols populars com L'evolució dels escacs (1910); Capablanca i El gambit de Muzio (ambdós el 1911); i Capablanca i Alekhine (després de la Primera Guerra Mundial). La majoria dels seus darrers treballs foren traduïts a l'anglès, com El mig joc en escacs, Com no jugar als escacs, Com jugar les obertures d'escacs i L'art de la combinació en escacs.
Va escriure també obres de teatre: "El diamant" (1910), "El príncep convers" i "Els enamorats de Marta". Era un reconegut crític literari, considerat un expert en teatre rus.

Sobre els escacs, va escriure: 
| « | "No cal buscar un moviment, ni tan sols el millor moviment, sinó un pla realitzable" | » |

## Publicacions
- Znosko-Borovski, Ievgueni. Cómo NO debe jugarse al ajedrez.  Barcelona: B.Bauzà, 1934.
- Znosko-Borovski, Ievgueni. How to Play Chess Endings, 1940.
- Znosko-Borovski, Ievgueni. The Art of Chess Combination.  Dover Publications, 1977. ISBN 0-486-20583-5.
- Znosko-Borovski, Ievgueni. The Middle Game in Chess.  Dover Publications, 1980. ISBN 0-486-23931-4.
- Znosko-Borovski, Ievgueni. How to play the chess openings.  Dover Publications, 1971. ISBN 0-486-22795-2.
- Znosko-Borovski, Ievgueni. How now to play chess.  Dover Publications, 1961. ISBN 0-486-20920-2.

## Altra bibliografia
- Znosko-Borovski, Ievgueni. The Art of Chess Combination.  Chatto & Windus, 1936.
- Sunnucks, Anne. The Encyclopaedia of Chess.  Hale, 1970. ISBN 0709110308.